# Gary Grant (asesino en serie)
Gary Gene Grant (29 de junio de 1951) es un asesino en serie estadounidense que asesinó y violó a dos adolescentes y asesinó a dos niños en Renton, Washington, entre 1969 y 1971. Grant tenía 18 años de edad en el momento de los asesinatos, mientras que tres de sus víctimas fueron menores de 17 años. El 25 de agosto de 1971, Grant fue condenado por asesinato y se le impuso cadena perpetua, aunque intentó negar su culpabilidad alegando que estaba demente.

## Biografía
Gary Gene Grant nació el 29 de junio de 1951 en Renton, y pasó su infancia y adolescencia en la pobreza. Sus padres se dedicaban a trabajos poco cualificados, tenían dificultades económicas y vivían en un parque de casas rodantes en las afueras de la ciudad. La madre de Grant era alcohólica, y a raíz de esto, era habitual que Grant presenciara pelear a sus padres. En su adolescencia, a menudo se sentía mentalmente sobrecargado y estresado. Como consecuencia, perdió todo el interés en el estudio y evitaba la escuela por completo, por lo que la abandonó a mediados de la década de 1960. Casi al final de la década, se alistó en el Ejército de los Estados Unidos, siendo asignado a la Armada; sin embargo, justo al inicio de su servicio, fue acosado por otros marines, desarrollando señales de enfermedad mental. Se negó a seguir con su servicio, aduciendo razones de salud, siendo así destituido de la Armada un par de meses después. A continuación, Grant regresó a Renton, donde pronto comenzó una ola de asesinatos.

## Asesinatos, investigación y arresto
En la noche del 15 de diciembre de 1969, Grant atacó a Carol Adele Erickson, de 19 años, quien se dirigía a su casa desde la Biblioteca Municipal de Renton por un camino de tierra que transcurre a lo largo del Río Cedar. Durante el ataque, Grant apuñaló a Erickson con un cuchillo y luego arrastró el cuerpo hasta unos arbustos cercanos, donde mantuvo relaciones sexuales con el cadáver. Al terminar, Grant agredió físicamente al cadáver, dejando laceraciones en el cuello. En septiembre de 1970, en pleno día, Grant atacó a Joanne Mary Zulauf, de 17 años. La golpeó en la cabeza con una piedra, después la arrastró al bosque, donde la violó y la estranguló. El cuerpo desnudo fue encontrado el 22 de septiembre. Cuatro días después del asesinato, Grant le dio a su novia como regalo de cumpleaños el reloj de pulsera que había robado del cadáver. El 20 de abril de 1971, Grant cometió sus últimos asesinatos. Al pasar frente a una casa, vio a dos niños de 6 años, Scott Andrews y Bradley Lyons, jugando afuera. Amenazó a los niños con un cuchillo y los llevó hasta una zona boscosa a casi dos kilómetros de distancia de la residencia de Bradley, donde los golpeó, y por último apuñaló a Andrews y estranguló a Lyons. Después de matarlos, Grant cubrió los cuerpos con ramas y hojas, pero fueron encontrados dos días después. Mientras los investigadores examinaban la escena del crimen, encontraron huellas de los zapatos del agresor, de las cuales sacaron moldes de yeso. El 28 de abril de 1971, equipos de búsqueda encontraron un cuchillo de cazador manchado con sangre seca, a unos 50 metros de la escena del crimen. Tras ser examinado en el laboratorio, se determinó que las manchas de sangre coincidían con el tipo de sangre de Scott Andrews. El cuchillo tenía el nombre ‘Tom Evenson’ grabado en el mango; en las horas subsiguientes, Evenson fue ubicado e interrogado, quien declaró haberle vendido el cuchillo a su amigo, Jerry Triplett. Al día siguiente, Triplett también fue interrogado, pero este confesó que él también había vendido el cuchillo a un amigo, Jim Monger. Al igual que con los dos anteriores, Monger fue ubicado e interrogado, pero este le dijo a los oficiales que le había prestado el cuchillo a Gary Grant. El 30 de abril de 1971, las autoridades detuvieron a Grant en su casa rodante y lo llevaron para ser interrogado. Durante los interrogatorios consiguientes, Grant no pudo proporcionar una coartada para el día de los asesinatos de los niños; primero declaró que sufría de amnesia, pero acabó por llorar y confesar los asesinatos. Al día siguiente, en presencia de su padre y de su abogado, confesó los cuatro asesinatos y explicó cómo habían sucedido. Debido a que el entonces capitán de la Policía de Renton, William G. Frazee, instaló ilegalmente dispositivos de grabación en la sala de interrogatorios, los abogados de Grant presentaron una moción para que se retiraran todos los cargos en contra de sus clientes en junio de 1971, alegando que se habían transgredido sus derechos constitucionales. Aun así, el 30 de junio, la moción fue rechazada debido al hecho de que la confesión de Grant había sido grabada legalmente el día de su arresto. No obstante, Frazee fue acusado de intervención telefónica y posteriormente suspendido del cuerpo de policía.

## Juicio
El juicio de Grant comenzó el 12 de agosto de 1971. Las principales pruebas incriminatorias eran una grabación de audio de su confesión, un cuchillo con manchas de sangre y los moldes de las huellas de sus zapatos, cuyo tamaño y suelas coincidían con los zapatos que Grant llevaba el día de su arresto. Durante las audiencias subsiguientes, varios conocidos ejercieron como testigos de la acusación, afirmando al jurado que habían visto a Grant los días de los asesinatos cerca de las escenas del crimen y que su ropa estaba sucia, mientras que su padre y amigos más cercanos ejercieron como testigos de la defensa, declarando que desde la infancia Grant era un individuo pasivo e inofensivo. Por su parte, los abogados de Grant insistieron en la demencia de su cliente y pidieron indulgencia. A petición de un equipo de su defensa, se llevó a cabo un examen psiquiátrico forense para evaluar la salud mental de Grant. A partir de los resultados de dicho examen, se determinó que estaba cuerdo, aunque el psiquiatra señaló que Grant era impulsivo, tenía problemas de autocontrol y con frecuencia actuaba emocionalmente en situaciones de mucho estrés. También sugirió que los crímenes eran su forma de escapar, que utilizaba como medio para desahogar su frustración por problemas personales no resueltos. El 25 de agosto, tras una reunión de dos días, se anunció el veredicto del jurado: Gary Grant fue declarado culpable de todos los cargos, siendo sentenciado a cuatro cadenas perpetuas sin posibilidad de libertad condicional.

## Secuelas
Desde su condena, Gary Grant ha estado encarcelado en diferentes centros penitenciarios en todo el estado. En 2020, recibió una segunda ola de infamia luego de que el autor Cloyd Steiger publicara su libro “Seattle’s Forgotten Serial Killer: Gary Gene Grant” (lit. ‘El asesino en serie olvidado de Seattle: Gary Gene Grant’, en español), el cual reveló nuevos detalles del caso. A la fecha de diciembre de 2020, Grant, de 69 años, está vivo y cumpliendo su sentencia en el Complejo Correccional de Monroe, con el número de identificación 127688.